# Phaneromyces
Phaneromyces är ett släkte av svampar. Phaneromyces ingår i familjen Phaneromycetaceae, klassen Dothideomycetes, divisionen sporsäcksvampar och riket svampar.
| Phaneromyces | \| \| Phaneromyces macrosporus \| \| \| \| \| \| Phaneromyces platensis \| \| \| \| |
|              | \| \| Phaneromyces macrosporus \| \| \| \| \| \| Phaneromyces platensis \| \| \| \| |
|              | Phaneromyces macrosporus                                                            |
|              |                                                                                     |
|              | Phaneromyces platensis                                                              |
|              |                                                                                     |

|  | Phaneromyces macrosporus |
|  |                          |
|  | Phaneromyces platensis   |
|  |                          |